# کوه گرگو
کوه گرگو یا کوه گردکوه در جنوب غرب شهر بجستان واقع می‌باشد. ارتفاع این کوه ۲۲۵۴ متر است. این کوه جزء رشته کوه سیاهکوه بوده ومی توان گفت در شمالغربی‌ترین نقطه این رشته کوه قرار دارد. این کوه درجنوب روستای مزار قرار داشته و دارای تنوع بسیار بالا از نظر گونه‌های جانوری و گیاهی است. کوه گرگو ۵ماه درسال را پوشیده از برف است.